# Pokal Nogometne zveze Slovenije 2004-2005
La Pokal Nogometne zveze Slovenije 2004./05. (in lingua italiana: Coppa della federazione calcistica slovena 2004-05), detta anche Pokal Hervis 2004./05. per motivi di sponsorizzazione, fu la quattordicesima edizione della coppa nazionale di calcio della Repubblica di Slovenia.
A vincere fu il Celje, al suo primo titolo nella competizione.

Questo successo diede ai giallo-blu l'accesso alla Coppa UEFA 2005-2006.

## Formula
In questa edizione vi fu un cambio di formula: 
- le 20 squadre provenienti dalle coppe delle associazioni inter-comunali (MNZ, "Medobčinske nogometne zveze")[3] entrarono nel primo turno
- le due peggio classificate della 1. SNL 2003-2004 nel secondo turno
- le altre compagini della 1. SNL 2003-2004 nel terzo turno (ottavi di finale)

## Partecipanti
Le 12 squadre della 1. SNL 2003-2004 sono ammesse di diritto. Gli altri 20 posti sono stati assegnati attraverso le coppe inter–comunali.
| Ammesse di diritto | Coppe inter–comunali | Coppe inter–comunali | Coppe inter–comunali | Coppe inter–comunali |
| Ammesse di diritto | Associazione         | Squadre              | Squadre              | Squadre              |
| --- | -------------------- | -------------------- | -------------------- | -------------------- |
| - dal terzo turno: - Celje - Domžale - Gorica - Koper - Ljubljana - Maribor - Mura - Olimpia Lubiana - Primorje - Šmartno ob Paki - dal secondo turno: - Drava Ptuj - Dravograd | MNZ Lubiana          | Svoboda              | Factor               | Krka                 |
| - dal terzo turno: - Celje - Domžale - Gorica - Koper - Ljubljana - Maribor - Mura - Olimpia Lubiana - Primorje - Šmartno ob Paki - dal secondo turno: - Drava Ptuj - Dravograd | MNZ Maribor          | Železničar Maribor   | Duplek               | Paloma               |
| - dal terzo turno: - Celje - Domžale - Gorica - Koper - Ljubljana - Maribor - Mura - Olimpia Lubiana - Primorje - Šmartno ob Paki - dal secondo turno: - Drava Ptuj - Dravograd | MNZ Celje            | Rudar Velenje        | Krško                |                      |
| - dal terzo turno: - Celje - Domžale - Gorica - Koper - Ljubljana - Maribor - Mura - Olimpia Lubiana - Primorje - Šmartno ob Paki - dal secondo turno: - Drava Ptuj - Dravograd | MNZ Capodistria      | Portorož Piran       | Izola                |                      |
| - dal terzo turno: - Celje - Domžale - Gorica - Koper - Ljubljana - Maribor - Mura - Olimpia Lubiana - Primorje - Šmartno ob Paki - dal secondo turno: - Drava Ptuj - Dravograd | MNZ Nova Gorica      | Tolmin               | Brda                 |                      |
| - dal terzo turno: - Celje - Domžale - Gorica - Koper - Ljubljana - Maribor - Mura - Olimpia Lubiana - Primorje - Šmartno ob Paki - dal secondo turno: - Drava Ptuj - Dravograd | MNZ Murska Sobota    | Veržej               | Tišina               |                      |
| - dal terzo turno: - Celje - Domžale - Gorica - Koper - Ljubljana - Maribor - Mura - Olimpia Lubiana - Primorje - Šmartno ob Paki - dal secondo turno: - Drava Ptuj - Dravograd | MNZ Lendava          | Nafta                | Hotiza               |                      |
| - dal terzo turno: - Celje - Domžale - Gorica - Koper - Ljubljana - Maribor - Mura - Olimpia Lubiana - Primorje - Šmartno ob Paki - dal secondo turno: - Drava Ptuj - Dravograd | MNZ Goreniska-Kranj  | Triglav              | Jesenice             |                      |
| - dal terzo turno: - Celje - Domžale - Gorica - Koper - Ljubljana - Maribor - Mura - Olimpia Lubiana - Primorje - Šmartno ob Paki - dal secondo turno: - Drava Ptuj - Dravograd | MNZ Ptuj             | Aluminij             | Zavrč                |                      |

### Calendario
| Turno         | Date                           | Partite | Club    |
| ------------- | ------------------------------ | ------- | ------- |
| Primo turno   | 4-7 agosto 2004                | 10      | 32 → 22 |
| Secondo turno | 15 settembre 2004              | 6       | 22 → 16 |
| Ottavi        | 29 settembre - 12 ottobre 2004 | 8       | 16 → 8  |
| Quarti        | 27 ottobre 2004                | 4       | 8 → 4   |
| Semifinali    | 20/27-28 aprile 2005           | 4       | 4 → 2   |
| Finale        | 17 maggio 2005                 | 1       | 2 → 1   |

## Primo turno
Entrano le 20 squadre dalle coppe inter–comunali.
| Squadra 1      | Risultato             | Squadra 2          |
| -------------- | --------------------- | ------------------ |
| Duplek         | 1 – 8                 | Rudar Velenje      |
| Paloma         | 2 – 3                 | Zavrč              |
| Hotiza         | 0 – 4                 | Aluminij           |
| Veržej         | 0 – 2                 | Nafta              |
| Krka           | 1 – 2                 | Krško              |
| Tolmin         | 0 – 3                 | Factor             |
| Svoboda        | 0 – 1                 | Triglav            |
| Brda           | 1 – 4 (dts)           | Izola              |
| Tišina         | 3 – 3 (dts) (3-4 dtr) | Železničar Maribor |
| Portorož Piran | 3 – 3 (dts) (4-3 dtr) | Jesenice           |

## Secondo turno
Entrano le ultime 2 classificate della 1. SNL 2003-2004 (Dravograd e Drava Ptuj).
| Squadra 1          | Risultato   | Squadra 2     |
| ------------------ | ----------- | ------------- |
| Aluminij           | 5 – 1       | Krško         |
| Zavrč              | 2 – 1       | Rudar Velenje |
| Železničar Maribor | 2 – 6 (dts) | Dravograd     |
| Nafta              | 1 – 0       | Drava Ptuj    |
| Izola              | 1 – 0       | Triglav       |
| Portorož Piran     | 0 – 3       | Factor        |

## Ottavi di finale
Entrano le migliori 10 classificate della 1. SNL 2003-2004.
| Squadra 1         | Risultato   | Squadra 2       |
| ----------------- | ----------- | --------------- |
| 29 settembre 2004 |             |                 |
| Aluminij          | 1 – 2       | Nafta           |
| Domžale           | 2 – 1 (dts) | NK Lubiana      |
| Dravograd         | 5 – 2 (dts) | Primorje        |
| Olimpia Lubiana   | 2 – 0       | Factor          |
| Mura              | 4 – 0       | Šmartno ob Paki |
| Publikum Celje    | 2 – 0       | Izola           |
| 10 ottobre 2004   |             |                 |
| Koper             | 1 – 2       | Maribor         |
| 12 ottobre 2004   |             |                 |
| Gorica            | 6 – 0       | Zavrč           |

## Quarti di finale
| Squadra 1       | Risultato             | Squadra 2       |
| --------------- | --------------------- | --------------- |
| 27 ottobre 2004 |                       |                 |
| Domžale         | 2 – 4 (dts)           | Gorica          |
| Nafta           | 9 – 2                 | Dravograd       |
| Publikum Celje  | 1 – 1 (dts) (5-3 dtr) | Olimpia Lubiana |
| Maribor         | 2 – 0                 | Mura            |

## Semifinali
| Squadra 1 | Totale | Squadra 2      | Andata     | Ritorno    |
| --------- | ------ | -------------- | ---------- | ---------- |
|           |        |                | 02.04.2005 | 28.04.2005 |
| Gorica    | 3 – 0  | Nafta          | 2 – 0      | 1 – 0      |
|           |        |                | 20.04.2005 | 27.04.2005 |
| Maribor   | 3 – 4  | Publikum Celje | 2 – 1      | 1 – 3      |

## Finale
| Arbitro: | Drago Kos (Ravne na Koroškem) |

|                  |           |  |
| Lungu 73’ (aut.) | Marcatori |  |

| P               | 1  | Aleksander Šeliga   |     | 90’ |
| D               | 4  | Marko Križnik       |     |     |
| D               | 5  | Almir Sulejmanović  |     |     |
| D               | 7  | Nejc Pečnik         |     | 51’ |
| C               | 10 | Dare Vršič          |     | 79’ |
| C               | 13 | Marijan Budimir     | 12’ | 85’ |
| C               | 14 | Sebastjan Cimirotič |     |     |
| C               | 19 | Simon Sešlar        |     |     |
| A               | 70 | Dominik Beršnjak    |     |     |
| A               | 27 | Duško Stajič        |     |     |
| A               | 28 | Matej Šnofl         |     | 90’ |
| A disposizione: |    |                     |     |     |
| P               | 22 | Janko Šribar        |     |     |
| D               | 2  | Primož Brumen       |     | 85’ |
| D               | 3  | Antonijo Pranjić    |     |     |
| C               | 6  | Samir Duro          |     |     |
| C               | 9  | Jaka Štromajer      |     |     |
| A               | 11 | Oskar Drobne        |     | 90’ |
| A               | 21 | Dejan Robnik        |     | 79’ |
| Allenatore:     |    |                     |     |     |
| Ivica Matković  |    |                     |     |     |

|                 |    |                   |  |     |
|                 |    |                   |  |     |
| P               | 22 | Mitja Pirih       |  |     |
| D               | 3  | Aleš Puš          |  | 69’ |
| D               | 6  | Miran Srebrnič    |  | 24’ |
| D               | 8  | Nebojša Kovačević |  | 46’ |
| C               | 10 | Admir Kršić       |  |     |
| C               | 17 | Miran Burgić      |  |     |
| C               | 19 | Aleš Kokot        |  |     |
| C               | 24 | Vladislav Lungu   |  |     |
| A               | 25 | Marko Šuler       |  |     |
| A               | 26 | Andrej Komac      |  |     |
| A               | 33 | Valter Birsa      |  | 66’ |
| A disposizione: |    |                   |  |     |
| P               | 12 | Vasja Simčič      |  |     |
| D               | 7  | Saša Ranič        |  | 46’ |
| C               | 11 | Jaka Šabec        |  |     |
| C               | 14 | Saša Panič        |  |     |
| C               | 21 | Mladen Kovačević  |  |     |
| C               | 23 | Simon Živec       |  | 66’ |
| A               | 29 | Vladimir Čurčič   |  |     |
| Allenatore:     |    |                   |  |     |
| Pavel Pinni     |    |                   |  |     |